# Cobra (film)
Cobra is een Amerikaanse film uit 1986 geregisseerd door George P. Cosmatos, waarin Sylvester Stallone de hoofdrol speelt.

## Verhaal
Marion Cobretti (Sylvester Stallone) is een gewelddadige politie-inspecteur met een leren jack, die zich halverwege de jaren 1980 voortbeweegt in een auto uit 1950. Hij en zijn partner brigadier Reni Gonzalez maken deel uit van het LAPD Zombie Squad. Dankzij Cobretti's hardhandige manier van optreden lukt het hen criminelen in de boeien te slaan die andere agenten niet te pakken kunnen krijgen. Rechercheur Andrew Monte, die Cobretti meeneemt naar een supermarkt waar zich een psychopaat met een geweer ophoudt, vindt Cobretti's wijze van aanpak echter te hard. Nadat Monte heeft meegedeeld dat het om een hele groep psychopaten gaat, moeten hij en Cobretti, samen met een getuige van de gepleegde moorden in de supermarkt, vluchten voor de groep, die de naam Night Slashers draagt. Gedrieën vluchten zij voor hun leven door heel Californië.

## Rolverdeling
| Acteur             | Personage                                   |
| ------------------ | ------------------------------------------- |
| Sylvester Stallone | Inspecteur Marion 'Cobra' Cobretti          |
| Brigitte Nielsen   | Ingrid                                      |
| Reni Santoni       | Brigadier Gonzales                          |
| Andrew Robinson    | Rechercheur Monte                           |
| Brian Thompson     | Night Slasher                               |
| John Herzfeld      | Cho                                         |
| Lee Garlington     | Agent Nancy Stalk                           |
| Art LaFleur        | Hoofdinspecteur Sears (als Art La Fleur)    |
| Marco Rodríguez    | Supermarkt moordenaar (als Marco Rodriguez) |
| Ross St. Phillip   | Bewaker                                     |
| Val Avery          | Chef Halliwell                              |
| David Rasche       | Dan                                         |
| John Hauk          | Low Rider                                   |
| Nick Angotti       | Prodski                                     |
| Nina Axelrod       | Serveerster                                 |
| Deborah Dalton     | Zuster #2                                   |

## Prijzen
- Cobra is genomineerd voor zes Razzie Awards.